# Várak a 11–13. századi Magyarországon
A Magyar Királyságban az Árpád-korban épült várak túlnyomó többsége földvár volt. E hagyományos megnevezés nem problémamentes, hiszen a korszakban épült várak konstrukciójára a faszerkezettel megerősített földsánc volt jellemző. Ezt igazolja, hogy a korabeli latin nyelvű források a használatban lévő várakat egyszerűen a castrum, illetve civitas szavakkal nevezték meg, míg a castrum terreum (földvár) megnevezést a már elpusztult építményekre használták.

## A várépítészet megjelenése

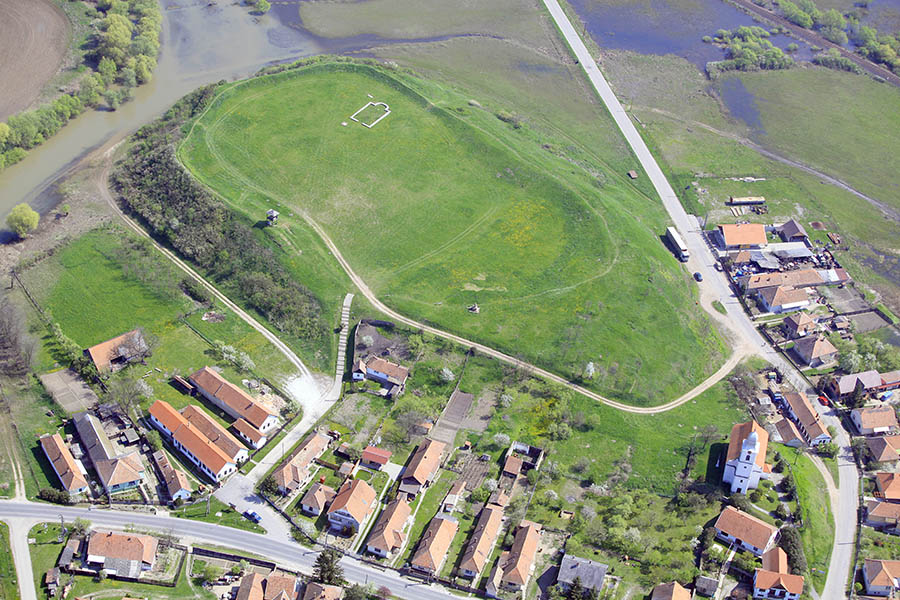
A borsodi földvár légi felvételen

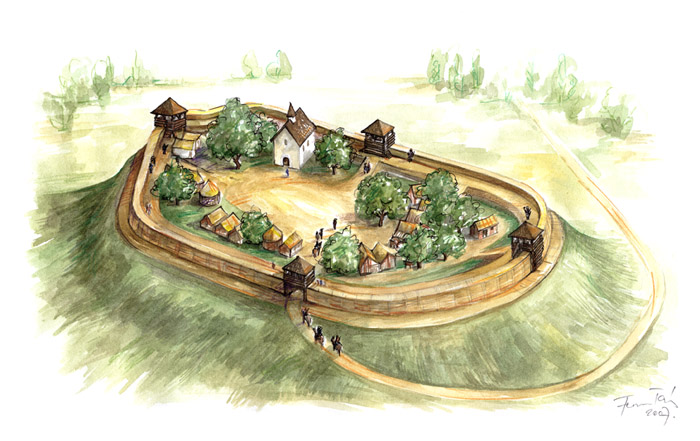
A borsodi vár grafikus rekonstrukciója

A 11. századot megelőző magyarországi várépítészetről bizonyítékok hiányában aligha lehet beszélni. Régészeti kutatások szerint a várépítés a 11. században indult meg Magyarországon, szorosan összefüggve az államalapítással. Ezen korai várak szinte egységes építési módszerrel készültek, általában az I. István által létrehozott megye- és várrendszer hatalmi központjait jelentették. Ugyanakkor tudni számos olyan korai várról, amely nem megyeszékhelyen épült. Ezek feltehetően gazdagabb családok tulajdonában álltak, így gazdasági jelentőségük is volt.

## Vár és társadalom
A 11-13. századra jellemző politikai, társadalmi és gazdasági struktúra jelentős mértékben kapcsolódik a kor várszervezetéhez. E szervezet az egyes várakon nyugvó hatalmi apparátus volt. A vár rendelkezett katonai erővel, amely támadás esetén biztosította a várnép védelmét. A várnép a vár termelő rétegét alkotta, amely a rá kivetett adó alapján két részre osztható: vagy meghatározott mennyiségű terménnyel adózott, vagy kézműves cikkekkel látta el a várat.
Az előbbi réteg többnyire a vár alatt elhelyezkedő suburbia területén lakott, míg az utóbbi csoport, a mesterségek szerint, külön falvakat alkotott. A várak belseje szintén lakott terület volt. A korabeli oklevelek belső épületekként az ispán lakhelyét, raktárakat, istállót, börtönöket említenek. Régészeti ásatások egyes várbelsőknél templomokat is feltártak. A 13. századra a 11. században épült várak fokozatosan elvesztették gazdasági és társadalmi szerepüket, leváltották őket a Magyarországon is megjelenő kővárak. A korábbi föld-fa konstrukciókat vagy átépítették, vagy elnéptelenedtek.